# Icosidodecàedre
En geometria, l'icosidodecàedre és un dels tretze políedres arquimedians, s'obté truncant els dotze vèrtex de l'icosàedre, o bé els vint vèrtex de l'dodecàedre.
Té 32 cares, 12 de les quals són pentagonals i 20 triangulars, cada una de les seves 60 arestes separa una cara pentagonal d'una triangular i a cadascun dels seus 20 vèrtex i concorren dues cares pentagonals i dues triangulars.

## Àrea i volum
Les fórmules per calcular l'àrea A i el volum V d'un icosidodecàedre tal que les seves arestes tenen longitud a són les següents:
{\displaystyle A=(5{\sqrt {3}}+3{\sqrt {25+10{\sqrt {5}}}})a^{2}}
{\displaystyle V={\begin{matrix}{1 \over 6}\end{matrix}}(45+17{\sqrt {5}})a^{3}}

## Esferes circumscrita i tangent a les arestes
Els radis R i {\displaystyle \rho } de les esferes circumscrita i tangent a les arestes respectivament són:
{\displaystyle {\begin{aligned}&R={\frac {a\left(1+{\sqrt {5}}\right)}{2}}\\&\rho ={\frac {a{\sqrt {5+2{\sqrt {5}}}}}{2}}\\\end{aligned}}}
On a és la longitud de les arestes.

## Dualitat
El políedre dual del icosidodecàedre és el triacontàedre ròmbic.

## Desenvolupament pla

Desenvolupament pla del icosidodecàedre

## Simetries
El grup de simetria del icosidodecàedre té 120 elements; el grup de les simetries que preserven les orientacions és el grup icosàedric {\displaystyle I\cong A_{5}}. Són els mateixos grups de simetria que per l'icosàedre i pel dodecàedre.

## Políedres relacionats
La següent successió de políedres il·lustra una transició des del dodecàedre a l'icosàedre passant pel icosidodecàedre:
| dodecàedre | dodecàedre truncat | icosidodecàedre | icosàedre truncat | icosàedre |